# Französischer Dom
De Französischer Dom is een protestantse kerk aan de Gendarmenmarkt in de Berlijnse wijk Mitte. Strikt genomen wordt met de term Französischer Dom alleen de koepel bedoeld die aan de Französische Friedrichstadtkirche is gebouwd. Deze kerk werd tussen 1701 en 1705 gebouwd voor Franse hugenoten, die na hun verdrijving uit Frankrijk na de herroeping van het Edict van Nantes in 1685 naar het protestantse Berlijn vluchtten. De bescheiden kerk, gebouwd door Louis Cayart en Abraham Quesnay, is geïnspireerd op de in 1688 verwoeste hugenotenkerk in het Franse Charenton. De benaming Dom, die geen kerkelijke functie heeft, slaat in het geval van de Französischer Dom niet op kathedraal (de zetel van een bisschop), maar is afgeleid van het Franse woord dôme, hetgeen koepel betekent. Hetzelfde geldt voor de Deutsche Dom, die zich aan zuidzijde van de Gendarmenmarkt bevindt. Deze kerk heette oorspronkelijk Neue Kirche en kreeg later (na de bouw van de koepel) de huidige naam.
Aan beide kerken liet de Pruisische koning Frederik II in 1785 twee bijna identieke, functieloze torens bouwen, die enkel dienden als prestige-objecten en voor de stedenbouwkundige uitstraling. Voorbeeld voor de symmetrische koepeltorens aan Gendarmenmarkt waren de tweelingkerken aan de Piazza del Popolo in Rome. Eveneens als voorbeeld diende het zicht vanaf de Theems in Londen op het complex van het Greenwich Hospital, dat door Christopher Wren is ontworpen. De vormgeving van de koepeltorens aan de Gendarmenmarkt is tot stand gekomen in de traditie van het Palladianisme en verwijst naar het toentertijd in bouw zijnde kerk van Sainte-Geneviève in Parijs, die tegenwoordig bekendstaat als Panthéon. De architecten van de Berlijnse torens waren Carl von Gontard en Georg Christian Unger.

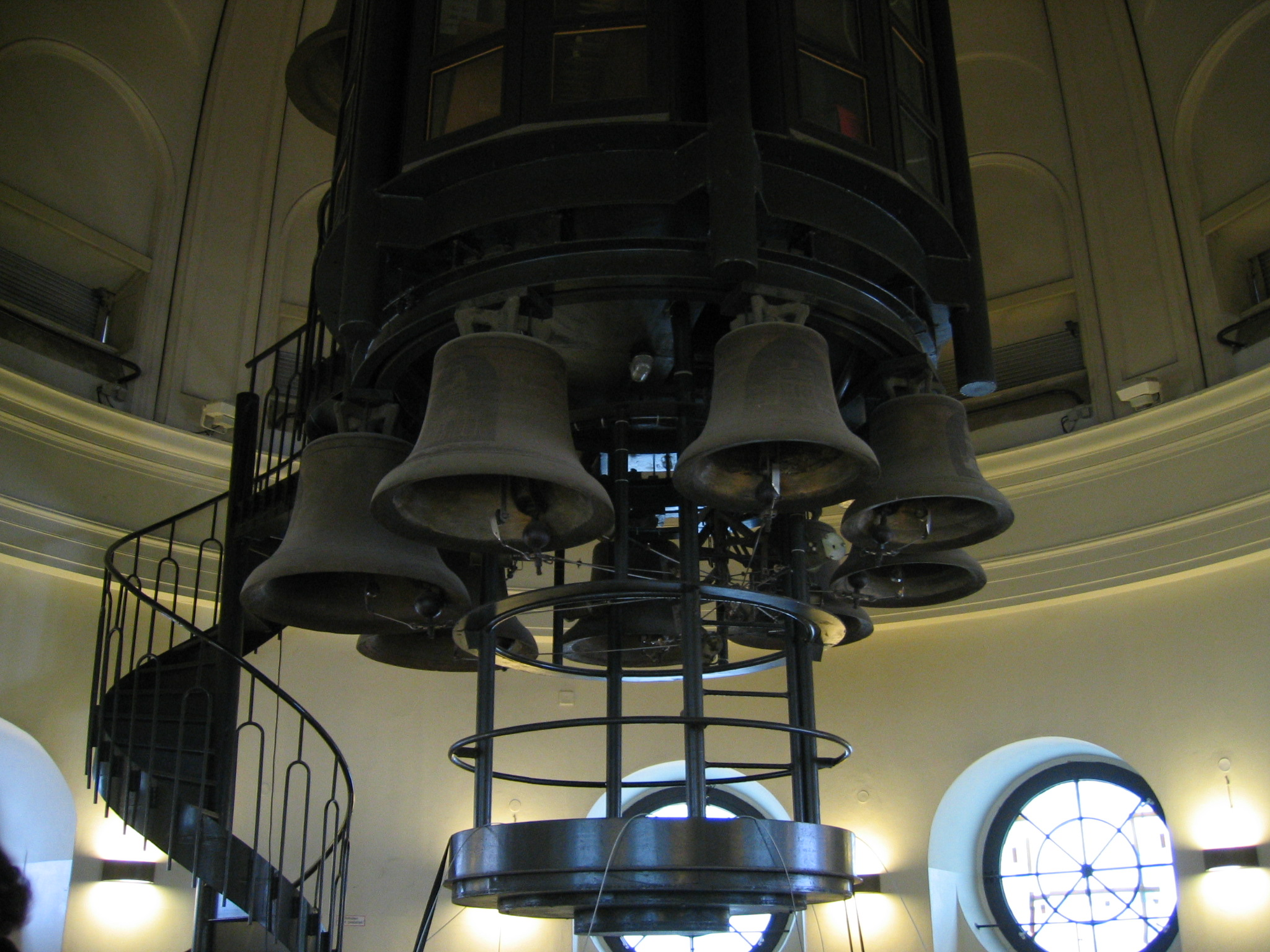
Klokkenspel in de Französischer Dom

Bij de bouw van de Französischer Dom moest de begraafplaats van de hugenoten wijken. In ruil hiervoor kregen de hugenoten het eeuwige gebruiksrecht voor de Dom. De toren is tegenwoordig eigendom van de stad Berlijn. Sinds 1935 bevindt zich in de Französischer Dom het Hugenotenmuseum.
De Französischer Dom werd in de Tweede Wereldoorlog verwoest. Na de wederopbouw van de Friedrichstadtkirche werd tussen 1981 en 1987 ook de koepeltoren weer opgebouwd. Ter gelegenheid van het 750-jarig bestaan van de stad Berlijn in 1987 werd een carillon met 60 klokken in de koepel van de Dom gebouwd. Sinds in de wijk Tiergarten een carillon met 68 klokken werd gebouwd, is het carillon in de Französischer Dom het op twee na grootste van de stad.
Nu is er het Hugenotenmuseum gevestigd, dat is gewijd aan de geschiedenis van de hugenoten in Frankrijk en Brandenburg. Een 66 m boven de grond gelegen uitkijkplatform is het hoogste historische uitzichtpunt van de stad en biedt een prachtig uitzicht over Berlijn.
Van 2004 tot 2006 werd de gevel van de Dom voor € 6 miljoen gerestaureerd. In het kader van deze restauratie werden ook 18 van de 60 bronzen klokken gerepareerd of nieuw gegoten. Voor de reparatie van de klokken stelde het chemieconcern BASF € 50.000 euro beschikbaar. Op 25 augustus 2006 werden de restauratiewerkzaamheden officieel beëindigd met een muziekspel op carillon.
Binnen is er een laatbarok orgel uit 1754.